# INRI (bande dessinée)
Pour les articles homonymes, voir INRI (homonymie).
INRI est une série de bande dessinée historico-fantastique. Elle constitue la suite du Triangle secret, qui mettait en scène les rites francs-maçons et d'obscures intrigues relatives à la mort de Jésus. INRI est, selon les auteurs, l'acronyme de la formule alchimique Igne Natura Renovatur Integra La nature purifiée est renouvelée par le feu.
On trouve des développements dans une nouvelle série, Les Gardiens du sang.

## Auteurs
- Scénario : Didier Convard
- Dessins : Denis Falque et Pierre Wachs
- Couleurs : Paul

## Albums
La série se déroule à la fois à l'époque contemporaine et au XIIe siècle.
La série raconte les conflits entre le Loge Primaire et la Papauté pour accéder au secret le plus gardé par l'obtention des cinq bagues des chevaliers champenois, revenant de pèlerinage à Jérusalem en 1104, cinq anneaux identiques surmontés d'un rubis. Parmi ces personnages historiques se trouve Hugues de Payns, futur fondateur de l'ordre des templiers et son frère. Le Comte de Champagne qui était à l'époque plus riche que le roi de France.
Mais ces hommes emportent avec eux une malédiction.
1. Le Suaire (2004)
2. La Liste rouge (2005)
3. Le Tombeau d'Orient (2006)
4. Résurrection (2007)

HS. L'enquête (2006)
Album spécial, rédigé comme une enquête journalistique par, et de, Damien Perez (pour le texte), dessin : Denis Falque, scénario : Didier Convard.

## Publication

### Éditeurs
- Glénat (Collection La Loge noire) : tomes 1 à 4 (première édition des tomes 1 à 4) et intégrale (2008).